# Perk. Padang Halaban
Perk. Padang Halaban is een bestuurslaag in het regentschap Labuhan Batu Utara van de provincie Noord-Sumatra, Indonesië. Perk. Padang Halaban telt 1780 inwoners (volkstelling 2010).